# Castillo de Lövstad
El Castillo de Lövstad (en sueco: Lövstads slott) es un château situado en las cercanías de Norrköping, en la provincia de Östergötland, Suecia. El nombre a veces se pronuncia Löfstad, según las antiguas reglas de ortografía suecas.
Lövstad se originó en el siglo XV, pero el presente edificio fue erigido en el siglo XVII por Axel Lillie (1603-1662). Pasó a la familia von Fersen a través de Hedvig Catharina De la Gardie (1695-1745) quien era la heredera de su madre Hedvig Catharina Lillie (1695-1745) y a la familia Piper a través de la condesa Sophie Piper (1757-1816), esposa del chambelán Adolf Ludwig Piper (1750-1795) y hermana del conde Axel von Fersen (1755-1810).
El presente interior permaneció intacto hasta la muerte del último propietario, Emilie Piper (1857-1926). Lövstad pasó a propiedad del museo de Östergötlands en 1940. El castillo fue abierto al público en 1942. Lövstad es hoy en día un museo abierto con tours guiados. 